# Bundesgartenschau 1999
Die Bundesgartenschau 1999 (kurz: BUGA 99) fand vom 23. April bis zum 17. Oktober in Magdeburg, der Landeshauptstadt Sachsen-Anhalts, statt. Das Gelände, auf dem die Bundesgartenschau errichtet wurde, ist der Elbauenpark, der seither als Erlebnis- und Erholungspark genutzt wird. Das Thema der Bundesgartenschau lautete „Hier wachsen Ideen“.

## Geschichte
Nach der erfolgreichen Bewerbung im Jahr 1995 wurde die BUGA GmbH gegründet und mit der Organisation beauftragt. Das Gelände verkaufte die Bundesregierung an die Stadt Magdeburg für eine symbolische Zahlung von 1 DM. Das etwa 100 Hektar große Gelände auf dem Großen und Kleinen Cracauer Anger, das bis 1992 militärischen Zwecken diente, wurde ab dem 25. August 1996 mit dem ersten Spatenstich von Altlasten befreit und renaturiert. Es folgten in diesem Zusammenhang infrastrukturelle Projekte wie beispielsweise der Neubau zweier Elbbrücken, die Errichtung einer Fußgängerbrücke zur Verbindung beider Geländeflächen und der Bau des Messegeländes Magdeburg. Die Gesamtinvestitionen der Gartenschau lagen bei ca. 210 Mio. DM.

## Die Gartenschau

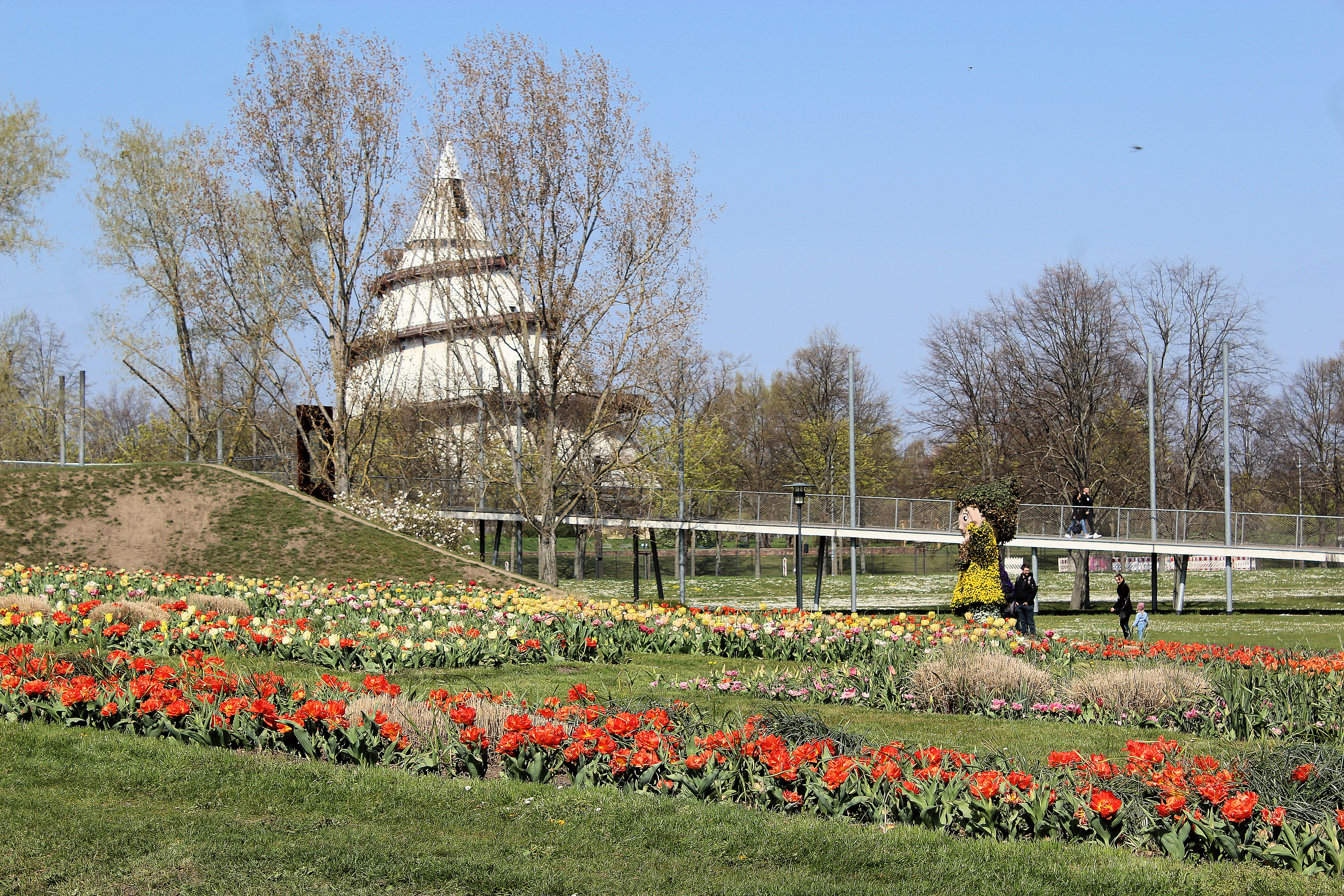
Blick über Blumenbeete in Richtung Jahrtausendturm, 2022

Zu den größten Projekten gehörten unter anderem der Bau des Jahrtausendturms, die Errichtung einer Seebühne sowie die Rekultivierung einer Mülldeponie zur umweltschonenden Energiegewinnung. Des Weiteren wurde auf einer Länge von etwa drei Kilometern eine Strecke zur Nutzung einer Panoramabahn errichtet. Auch der Bau eines Spaßbades sowie die Errichtung des neuen Campus der Hochschule Magdeburg-Stendal in direkter Nachbarschaft zum Parkgelände, gehörten zu den Unternehmungen rund um die Bundesgartenschau.